# Talismanhemd

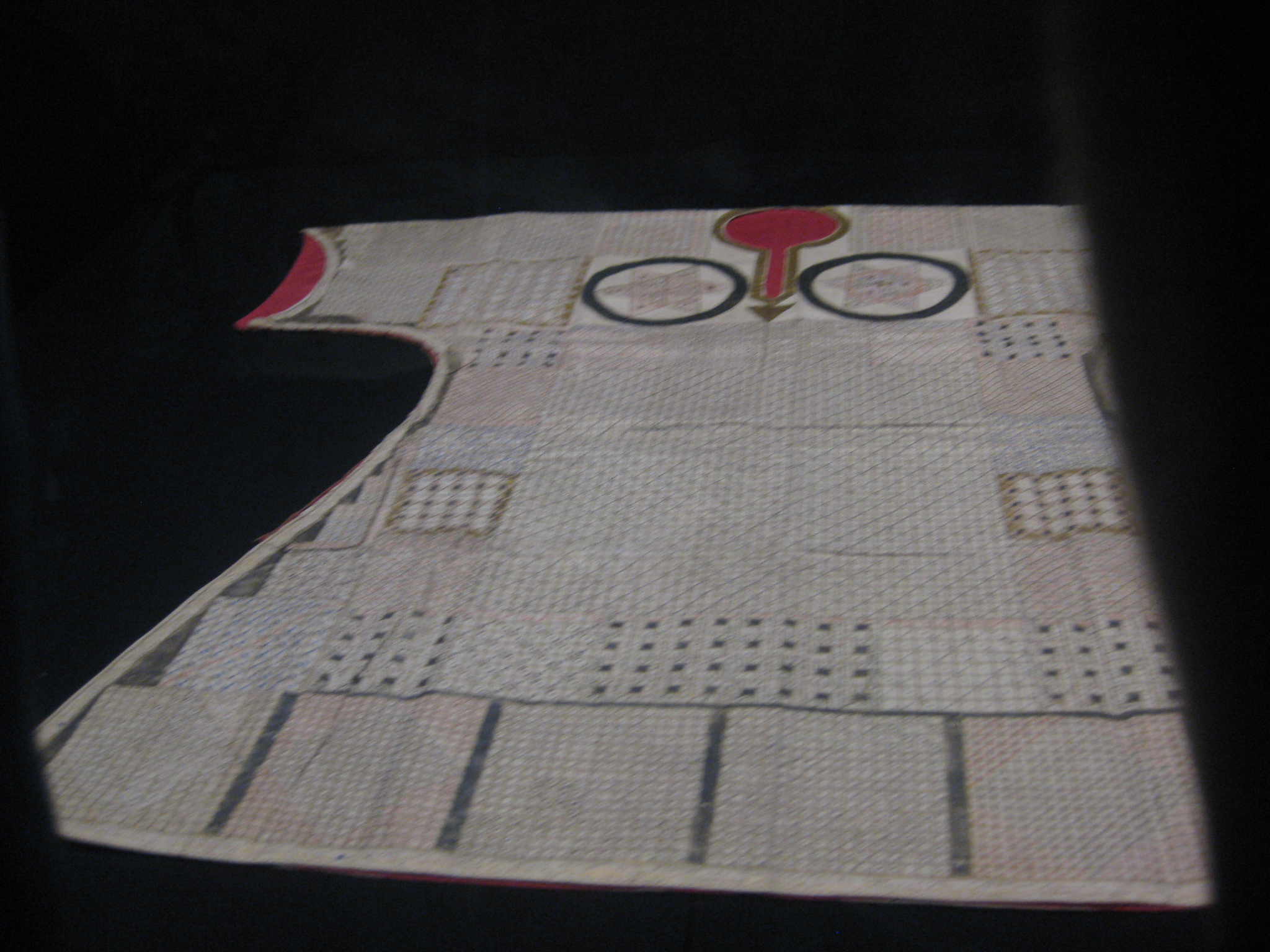
Ein Talismanhemd in der Sammlung des Topkapı-Palast-Museums

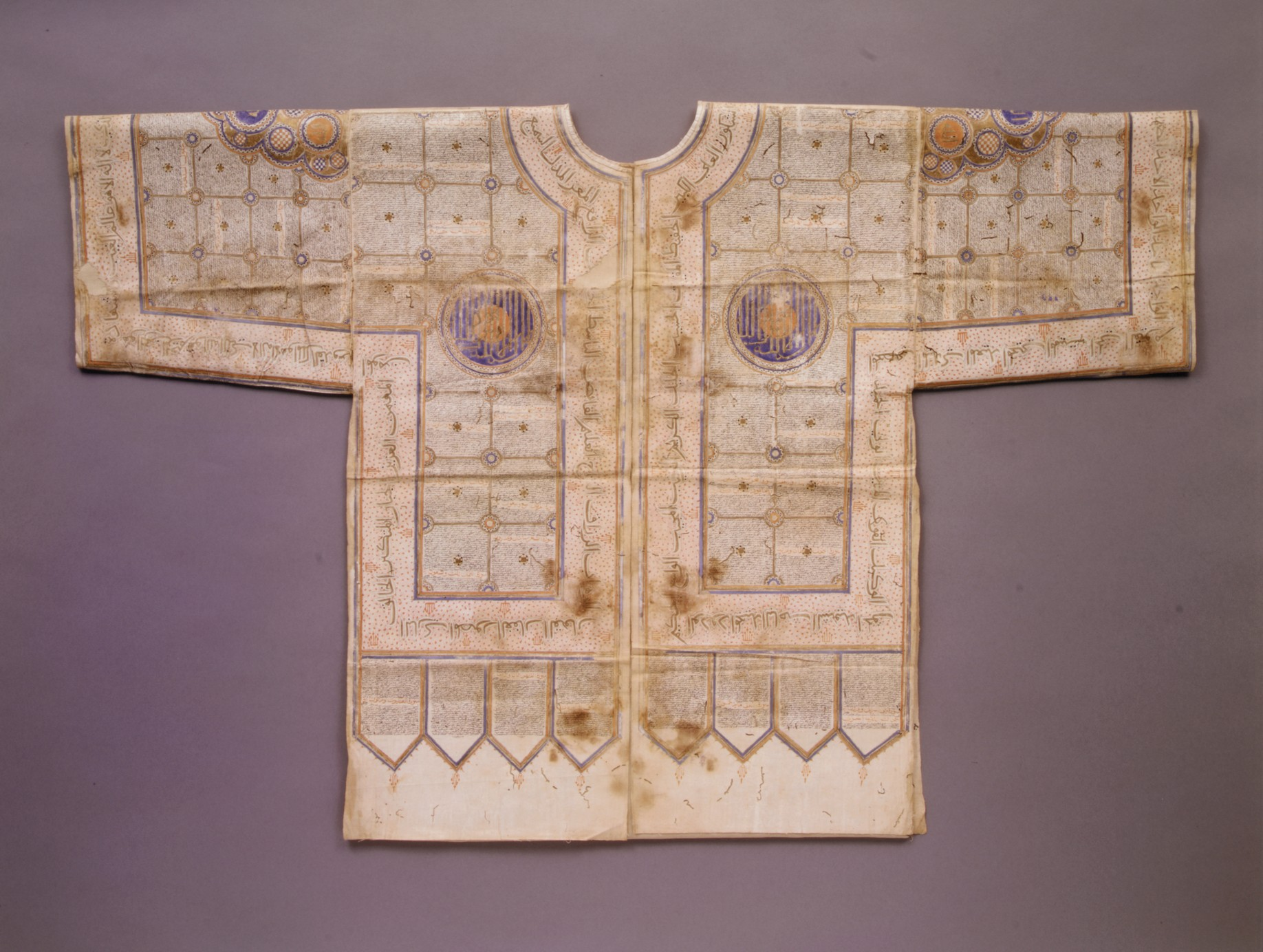
Talismanhemd im Metropolitan Museum, 15. oder frühes 16. Jahrhundert, Nordindien oder Dekkan

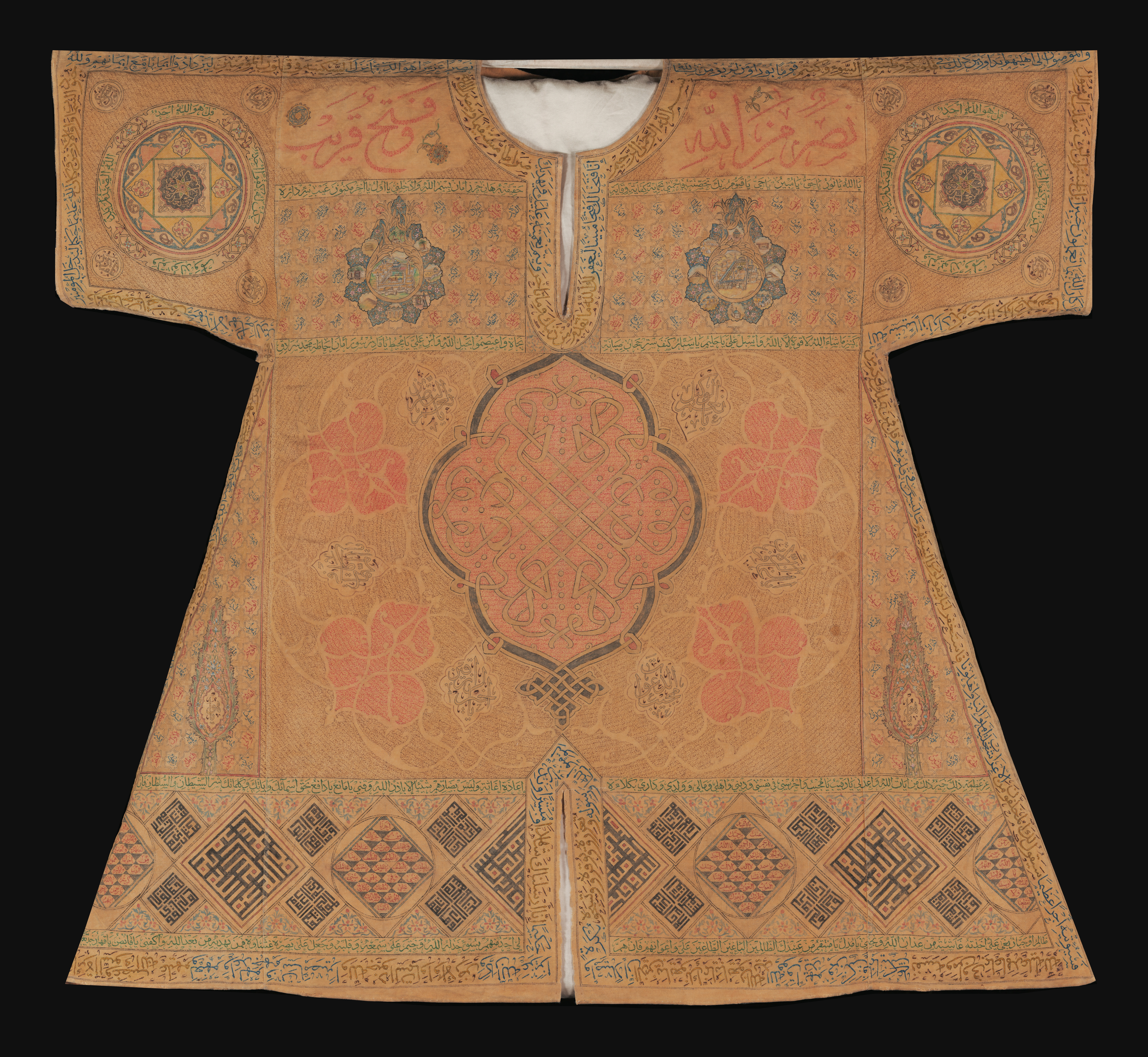
Talismanhemd mit Koranversen, Namen Allahs und Gebeten mit Ansichten von Mekka und Medina, 17. Jahrhundert, Türkei, Khalili Collection of Hajj and the Arts of Pilgrimage

Ein Talismanhemd (türkisch tılsımlı gömlek) ist ein als Talisman dienendes Kleidungsstück. Talismanhemden finden sich im ganzen Islamischen Kulturkreis. Die Hemden können in vier Typen unterteilt werden, die sich stilistisch und motivisch unterscheiden: osmanische, safawidische, mogulische und westafrikanische.
Die frühesten der erhaltenen Hemden wurden etwa im 15. Jahrhundert hergestellt. Die Tradition der Talismanhemden ist jedoch wahrscheinlich wesentlich älter. In der zwölften Sure des Koran gewährt ein Hemd dem Propheten Yusuf Schutz und ist sogar wundertätig. Yusuf übergibt es, damit es seinen Vater Jakob von seiner Blindheit heilt: „Nehmt dieses mein Hemd mit und legt es meinem Vater auf das Gesicht, dann kann er (wieder) sehen!“.
Die Hemden sind oft mit Versen aus dem Koran, Namen Allahs und von Propheten und mit Zahlen beschrieben und tragen Bilder oder Symbole, zum Beispiel astrologische. Die Inschriften mit Namen sollen dem Träger Schutz und Wegleitung gewähren. Auch wenn Talismanhemden gegen viele Übel getragen werden können, sind die meisten wohl als Schutz in Schlachten bestimmt.

## Einige Beispiele aus Sammlungen
- Talismanhemd, Bursa, Türkei, Ende 14. oder Anfang 15. Jahrhundert, Museum für türkische und islamische Kunst, Istanbul, Inv. Nr. 539[4]
- Talismanhemd für Cem Sultan, 1480, Topkapı-Palast-Museum, Istanbul. Es wurde hergestellt, als Cem noch Prinz mit Hoffnung auf den Thron war. Ungewöhnlicherweise sind Beginn und Ende der Herstellung des Objektes durch eine seiner Inschriften genau angegeben.
- Talismanhemd für Sultan Süleyman I., Topkapı-Palast-Museum, Istanbul. Es wurde von Süleymans Ehefrau Hürrem Sultan in Auftrag gegeben.[1]
- Talismanhemd, Nordindien oder Dekkan, 15. oder frühes 16. Jahrhundert, Metropolitan Museum of Art, New York, Inv. Nr. 1998.199[5]
- Talismanhemd, Indien, 15. oder 16. Jahrhundert, Victoria and Albert Museum, London, Inv Nr. T.59-1935[1]
- Die Khalili Collections enthalten vier Talismanhemden. Die Khalili Collection of Hajj and the Arts of Pilgrimage enthält ein Hemd aus der Türkei des 17. Jahrhunderts (TXT 545) und eines aus dem Mogulreich des 16. oder 17. Jahrhunderts (TXT 471). Diese bilden die heiligen Stätten von Mekka und Medina ab und tragen Inschriften mit Gebeten und Auszügen aus dem Koran.[6][7] Das Hemd aus der Türkei ist dahingehend ungewöhnlich, dass es die heiligen Stätten naturalistisch und nicht schematisch abbildet.[8] Die Khalili Collection of Islamic Art enthält ein Hemd aus der Türkei des 16. Jahrhunderts (TXT 463) und eines aus Indien aus dem 18./19. Jahrhundert.[9][10]